# Fort Saint Louis

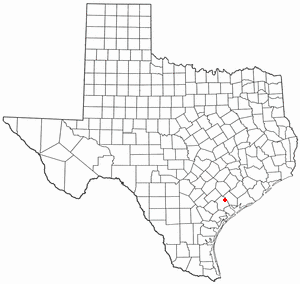
Local aproximado de Fort Saint Louis, próximo a Matagorda Bay na costa do Golfo do Texas

Fort Saint Louis foi uma colônia francesa que existiu nas proximidades da atual cidade de Inez, no Texas (Estados Unidos). Também chamado de Texas francês, representa um período da história do Texas, de 1685 a 1689. O explorador Robert de La Salle pretendia fundar a colônia na foz do Rio Mississippi, mas mapas imprecisos e erros de navegação fizeram seus navios ancorar 400 milhas (644 km) a Oeste além da costa do Texas, perto de Matagorda Bay.
A colônia enfrentou diversas dificuldades durante sua breve existência, inclusive a hostilidade dos Nativos Americanos. Ciente de sua missão original, La Salle liderou várias expedições para encontrar o Rio Mississippi. Em vez disso, ele explorou muito o Rio Grande e parte do Leste do Texas. Durante uma dessas ausências, em 1686, o último navio da colônia naufragou, deixando os colonos impossibilitados de buscar suprimentos nas colônias francesas do Mar do Caribe. Com as condições deterioradas, La Salle se deu conta que a colônia só poderia sobreviver com a ajuda do povoado francês no País do Illinois. Sua última expedição terminou ao longo do Rio Brazos, no início de 1687, quando La Salle e cinco de seus homens foram assassinados por rivais de outro grupo. Embora vários homens tenham alcançado Illinois, a ajuda jamais chegou. Os membros restantes da colônia foram mortos ou capturados durante um ataque Karankawa, no fim de 1688. Apesar da colônia ter durado por somente três anos, sua existência estabeleceu a afirmação francesa na posse da região hoje ocupada pelo Texas, e mais tarde apoiou a Compra da Luisiana pelos Estados Unidos.
A Espanha foi informada da missão de La Salle, em 1686. Preocupados com a ameaça ao controle espanhol na Nova Espanha e no Sul da América do Norte que representava a colônia francesa, as autoridades espanholas financiaram múltiplas expedições para encontrar e eliminar as colônias. O fracasso das expedições ajudou os espanhóis a conhecerem melhor a geografia da região da Costa do Golfo. Quando os espanhóis descobriram, finalmente, o povoado sobrevivente francês, em 1689, enterraram os canhões e queimaram as construções. Anos depois, autoridades espanholas construíram um presidio no mesmo local. Quando este presidio espanhol encerrou sua existência, o local do povoado francês foi esquecido. Foi redescoberto em 1996 e a área, atualmente, é um sítio arqueológico.

## Expedições

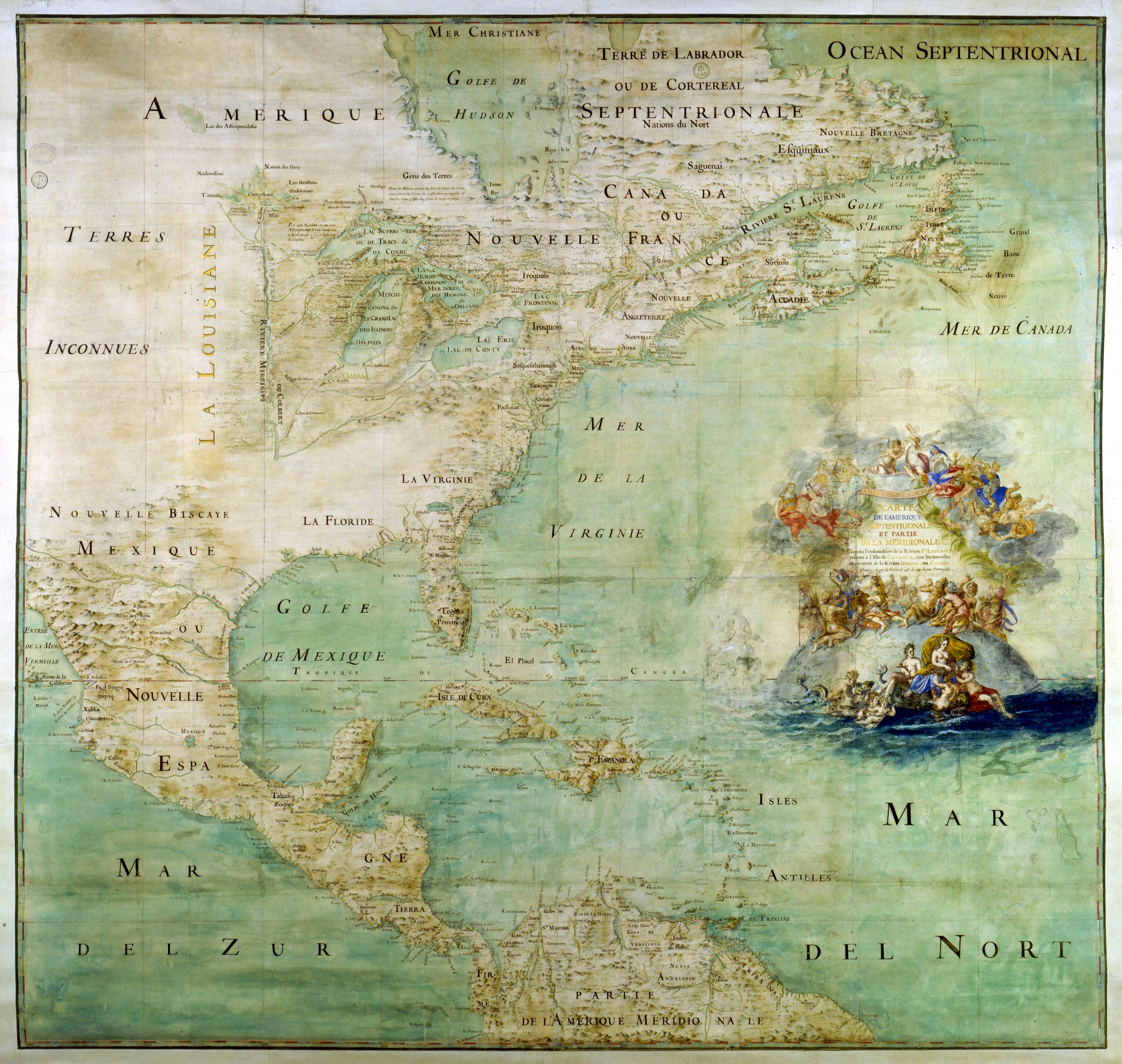
Este mapa de 1681 mostra a percepção européia da América do Norte, antes de La Salle percorrer o Rio Mississippi. O Rio Grande é listado como Rio Bravo, e o mapa mostra que desconheciam a geografia do Texas.

No final do século XVII, grande parte da América do Norte foi tomada por países europeus. A Espanha ocupou a Flórida, bem como o atual México e grande parte do sudoeste do continente. O Norte da costa Atlântica foi ocupado pelos britânicos, e a Nova França compreendeu grande parte do que hoje se conhece pelo Canadá, bem como o País do Illinois, no centro. A França temia que seu território fosse vulnerável às aspirações expansionistas de seus vizinhos. Em 1681, o nobre francês Robert de La Salle deu início a uma expedição descendo o Rio Mississippi desde a Nova França, em princípio, acreditando que encontraria um caminho para o Oceano Pacífico. Em vez disso, La Salle encontrou uma rota para o Golfo do México. Apesar de Hernando de Soto ter explorado e reivindicado a área 140 anos antes, em 9 de abril de 1682 La Salle tomou o vale do Rio Mississippi para o rei Luís XIV, nomeando o território como Louisiana, em sua homenagem.
Sem uma presença francesa na base do Mississippi, a Espanha teria a oportunidade de controlar todo o Golfo do México e, potencialmente, ameaçar as fronteiras do Sul da Nova França. La Salle acreditava que o Rio Mississippi fosse perto do lado Leste da Nova Espanha, e, em seu regresso à França, em 1683, propôs o estabelecimento de uma colônia na foz do rio. A colônia poderia promover o Cristianismo entre os nativos, assim como seria um local conveniente para atacar a província espanhola da Nueva Vizcaya e ganhar o controle das lucrativas minas de prata. Ele argumentou que um pequeno número de franceses poderia invadir a Nova Espanha com uma aliança com 15.000 nativos, irritados com a escravidão imposta pelos espanhóis. Depois de a Espanha declarar guerra à França, em outubro de 1683, concordou em apoiar o plano de La Salle. No dever de seus oficiais estava incluído agora "confirmar a aliança dos índios com a coroa, liderando-os à fé verdadeira, e mantendo a paz intertribal".
La Salle, originalmente, planejava navegar até a Nova França, seguir o trajeto por terra até o País do Illinois, e, então, percorrer o Rio Mississippi até sua foz. Contudo, para incomodar a Espanha, o rei Luís insistiu que La Salle navegasse, o qual a Espanha considerava sua propriedade exclusiva. Apesar de La Salle ter solicitado somente um navio, em 24 de julho de 1684, partiu de La Rochelle, França, com quatro, o man-o'-war 36-gun Le Joly, o navio mercante 300-ton L'Aimable, o veleiro La Belle e o St. François. Luís XIV havia providenciado apenas os navios Le Joly e La Belle, mas La Salle desejava maior espaço para a carga e arrendou o L'Aimable e o St. François de mercadores franceses. Luís dispôs 100 soldados e tripulação completa para os navios, assim como fundos para contratar tripulantes habilidosos para fazer parte da expedição. Porém, La Salle foi forçado a adquirir bens para trocá-los com os nativos americanos.
Os navios levavam cerca de 300 pessoas, entre eles soldados, artesãos, mestres-artesãos, seis missionários, oito mercadores e mais de uma dúzia de mulheres e crianças. Pouco tempo após a partida, França e Espanha haviam cessado as hostilidades e o Luís XIV já não estava tão interessado em enviar mais assistência a La Salle. Detalhes da viagem foram mantidos em segredo para que a Espanha não tivesse ciência de seu propósito, e o comandante naval de La Salle, Sieur de Beaujeu, ressentiu o fato de La Salle não o ter informado sobre o destino da embarcação até que a partida estivesse em processo. A discórdia entre os dois foi intensificada quando chegaram a Santo Domingo e brigaram sobre onde deveriam ancorar. Beaujeu navegou para outra parte da ilha, permitindo que os corsários espanhóis capturassem o St. François, que estava cheio de suprimentos, provisões e ferramentas para a colônia.
Durante o 58º dia de viagem duas pessoas morreram em decorrência de doenças e uma mulher deu à luz uma criança. A viagem para Santo Domingo demorou mais que o esperado, e as provisões estavam acabando, especialmente depois da perda do St. François. La Salle tinha algum dinheiro, com o qual podia comprar suprimentos. Finalmente, dois dos mercadores a bordo da expedição venderam alguns de seus bens de troca com os insulares e emprestaram seus ganhos para La Salle. Para completar a tripulação, depois de muitos homens terem desertado, La Salle recrutou alguns moradores da ilha para fazer parte da expedição.
No fim do mês de novembro de 1684, quando La Salle estava totalmente recuperado de uma forte doença, os três navios remanescentes continuaram sua busca pelo delta do Mississippi. Antes de partirem de Santo Domingo, vendedores locais avisaram sobre as fortes correntes a Leste do Golfo que iriam arrastar os navios em direção ao estreito da Flórida a menos que eles evitassem isto. Em 18 de dezembro, os navios alcançaram o Golfo do México e adentraram às águas do território espanhol. Nenhum dos membros da expedição já havia estado no Golfo do México ou tinha conhecimento de como navegar por lá. Devido à combinação de mapas imprecisos, erros de cálculo nas previsões de La Salle quanto à latitude da foz do Rio Mississippi e a ação da correnteza, a expedição não encontrou o Mississippi. Em vez disso, desembarcaram em Matagorda Bay no princípio de 1685, 400 milhas (644 km) a Oeste do Mississipi.

## Construção

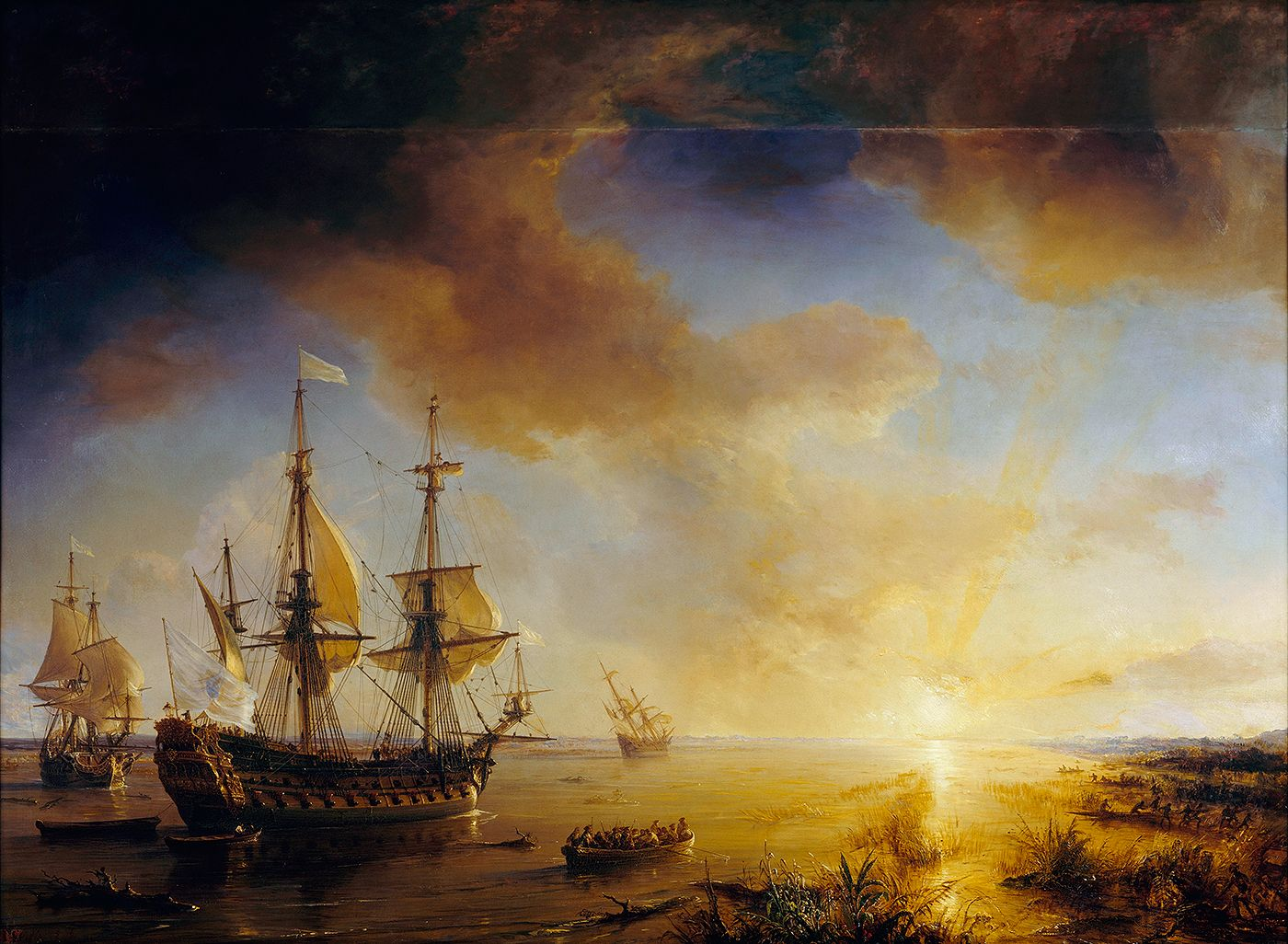
La Salle's Expedition to Louisiana in 1684, pintado em 1844 por Theodore Gudin. La Belle está à esquerda, Le Joly está no meio e L'Aimable é o do fundo, à direita.

Em 20 de fevereiro, os colonos puseram os pés em terra pela primeira vez desde que saíram de Santo Domingo, três meses antes. Montaram acampamento perto do local hoje conhecido por Matagorda lighthouse, em português "Farol de Matagorda". O cronista da expedição, Henri Joutel, descreveu sua primeira visão do Texas:
| “ | O país não era muito favorável, para mim. Era plano e arenoso, no entanto não produzia grama. Havia vários tanques de sal. Nós dificilmente víamos alguma ave selvagem, exceto alguns grous e gansos canadenses que não estavam nos esperando. | ” |

Contrariando o conselho de Beaujeu, La Salle ordenou que o La Belle e o Aimable "negociassem a passagem estreita e superficial" para trazer todo o suprimento para o acampamento. Para diminuir o peso do L'Aimable, foram retirados oito canhões e uma pequena parte de sua carga. Logo após, o La Belle negociou com sucesso sua passagem. La Salle enviou seu piloto para o L'Aimable, a fim de que ajudasse na navegação, porém o capitão do L'Aimable recusou a ajuda. Como o Aimable zarpou, um grupo dos Karankawa se aproximou e seqüestrou alguns colonos. La Salle liderou um pequeno grupo de soldados para os resgatar, não permitindo que embarcassem o Aimable. Quando retornou, encontrou o Aimable encalhado em um banco de areia. Depois de saber que o capitão havia ordenado que o navio partisse depois que, La Salle se convenceu que o capitão havia encalhado o navio intencionalmente.